# Rachan Kunjina
Rachan Kunjina (thailändisch ราชันย์ กันจินะ; * 8. August 1990), auch als Champ bekannt, ist ein thailändischer Fußballspieler.

## Karriere
Rachan Kunjina stand bis Juni 2019 beim Grakcu Sai Mai United FC unter Vertrag. Wo er vorher gespielt hat, ist unbekannt. Der Verein aus der Hauptstadt Bangkok spielte in der vierten Liga. Hier trat man in der Bangkok Metropolitan Region an. Zur Rückrunde 2019 wechselte er am 22. Juni 2019 zum Zweitligisten Air Force United. Für den Hauptstadtverein bestritt er sieben Zweitligaspiele. Nach der Saison 2019 zog sich der Verein aus der Liga zurück. Im März 2020 schloss er sich dem Drittligisten Royal Thai Air Force FC. Mit dem Verein spielte er in der Bangkok Metropolitan Region der Liga. Der Kanjanapat FC, ein Drittligist, der in der Western Region spielte, nahm ihn im Sommer 2021 für eine Spielzeit unter Vertrag. Für Kanjanapat bestritt er 17 Drittligaspiele. Die Hinrunde der Saison 2022/23 stand er beim ebenfalls in der Western Region spieltenden Thawi Watthana Samut Sakhon United FC unter Vertrag. Für den Verein aus Samut Sakhon bestritt er acht Ligaspiele. Zur Rückrunde wechselte er zu seinem ehemaligen Verein Kanjanapat FC. Bis Saisonende stand er für den Drittligisten fünfmal in der Liga auf dem Spielfeld. Von Juni 2023 bis Mitte Dezember 2023 war er ver\rtrags- und vereinslos. Zur Rückrunde 2023/24 unterschrieb er im Dezember 2023 in Nonthaburi einen Vertrag bei dem in der Western Region spielenden Drittligisten Nonthaburi United S.Boonmeerit FC.